# الحزب الشيوعي الإيراني
الحزب الشيوعي الإيراني (بالفارسية: حزب کمونیست ایران) هو حزب شيوعي إيراني تأسس في 2 سبتمبر 1983. له جناح مسلح وأغلبية عضويته من الكرد.  الحزب نشط في جميع أنحاء المناطق الصناعية في إيران.  

## التاريخ
تأسس الحزب الشيوعي الإيراني عام 1983 في كردستان الإيرانية. تم تشكيله من اندماج بين حزب كومله الماركسي اللينيني في كردستان الإيرانية وثلاث منظمات يسارية إيرانية ذات صلة: سهند، اتحاد المناضلين الشيوعيين،  وفصيل من بيكار.    قبل الاندماج، كان حزب كومله يعتبر حزبًا ماويًا صارمًا. ومع ذلك، انتقد الحزب الشيوعي ماو باعتباره ثوريًا، مدعيا أنه ارتكب العديد من الأخطاء خلال الخمسينيات إلى السبعينيات من القرن الماضي. يعارض الحزب حكومة الجمهورية الإسلامية الإيرانية ولا يعتبرها نظاما ثوريا.  كما يرفض الحزب سياسات حزب توده الإيراني منذ أواخر الخمسينيات وما بعدها، مستشهداً بشكوى خاصة مع دعم توده لشاه إيران ونظام آية الله الخميني.
يدافع الحزب حاليًا عن زيادة الحقوق المدنية والسياسية والاجتماعية في إيران، فضلاً عن تحسين قوانين العمل وحماية العمال. 
الحزب له تمثيلات في ألمانيا (كولن وفرانكفورت) وفنلندا والسويد (جوتيبورج وستوكهولم) والنرويج والدنمارك (كوبنهاغن) والمملكة المتحدة (لندن) وأستراليا وكندا (تورنتو). 

## التنظيم
على عكس معظم الأحزاب الشيوعية الأخرى، لم يتم تنظيم الحزب على أساس المركزية الديمقراطية. الحزب لا مركزي وتعمل كوادره بشكل عام بشكل مستقل. 

## روابط خارجية
- الموقع الرسمي
- الموقع الإنجليزي للحزب الشيوعي الإيراني